# Délibáb utca

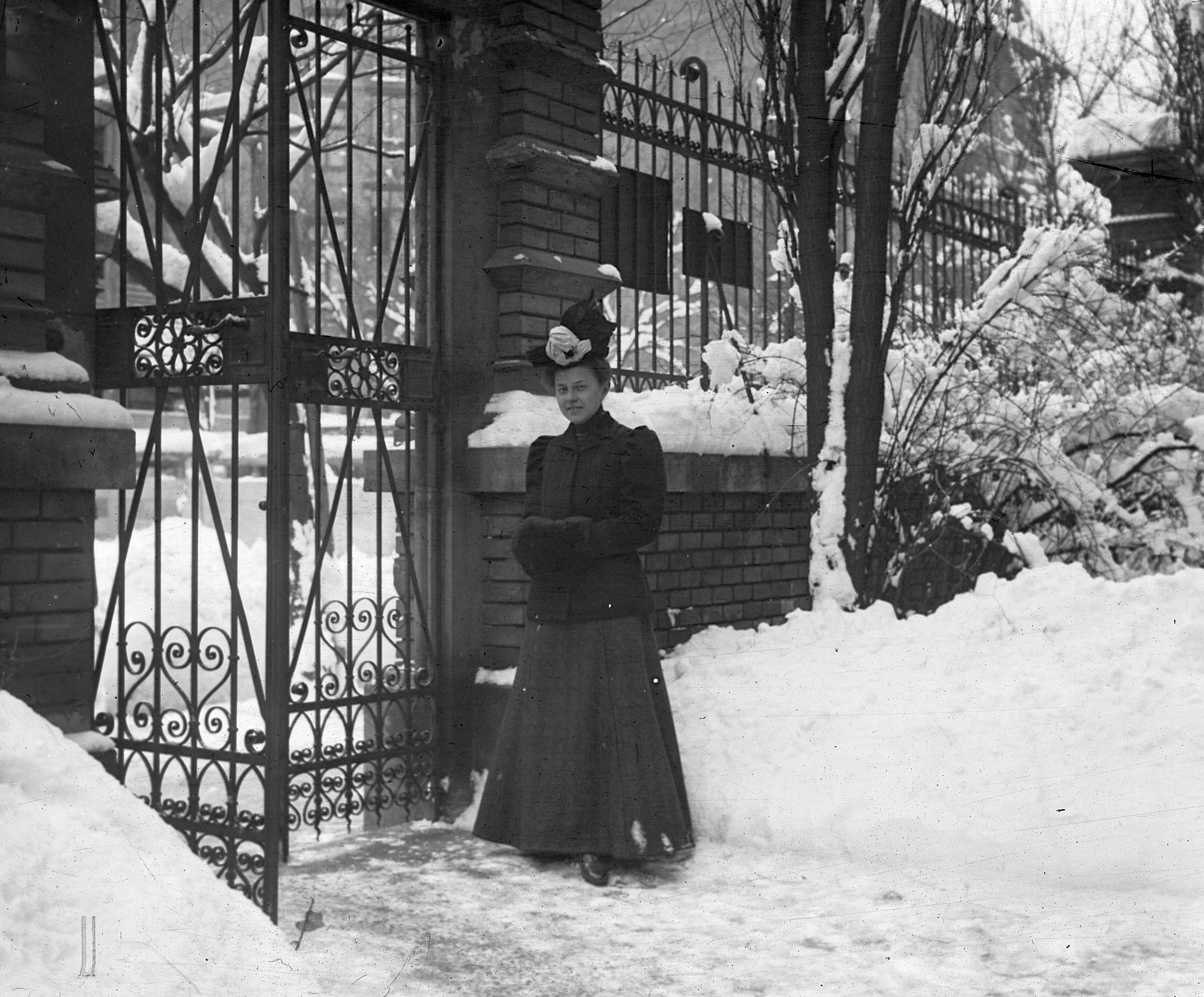
Délibáb utca (Budapest)

Délibáb utca est une rue de Budapest, située dans le quartier de Terézváros (6e arrondissement).